# Fuenlabrada
Fuenlabrada (spanskt uttal: [fwenlaˈβɾaða]) är en stad och kommun i den autonoma regionen Madrid i centrala Spanien. Staden ligger cirka 16,5 kilometer sydväst om centrala Madrid. Kommunen har 190 790 invånare (2024), på en yta av 39,41 km². Invånarantalet gör Fuenlabrada till Madridregionens femte folkrikaste kommun, efter huvudstaden Madrid, Móstoles, Alcalá de Henares och Leganés.
Det är en av de viktigaste städerna runt Madrid, och domineras av industrisektorn och tjänstesektorn. Staden har, liksom större delen av området söder om Madrid, haft en imponerande tillväxt under 1970-talet och framåt. Fotbollsspelaren Fernando Torres är född i Fuenlabrada.

## Etymologi
Namnet kommer troligen från Fuente labrada, ("Den byggda källan") efter en av muslimerna under 1100-talet uppförd källa i nuvarande Loranca, en föregångare till byn Fuenlabrada intill Fregacedos. De första invånarna på platsen kom för att släcka törsten vid källan i Fregacedos, som var belägen i den stadsdel som nu kallas Nuevo Versalles-Loranca.

## Demografi
Kommunen har 190 790 invånare (2024). Staden har sett en stor tillväxt som är kopplad till Madrid ekonomiska utveckling. Kommunen hade drygt 7 300 invånare vid 1970-talets början. Invånarantalet steg dock kraftigt under de efterföljande decennierna, med cirka 78 000 invånare 1981 och knappt 183 000 invånare vid millennieskiftet. Ökningen berodde på en stor inflyttning av unga familjer och arbetare från delar av inre Spanien, som inte hade råd att bosätta sig i huvudstaden, vilket gjorde Fuenlabrada till en sovstad.
Andelen unga personer som är bosatta i kommunen är alltjämt högre än Spaniens nationella genomsnitt; i Fuenlabrada är 19 % av befolkningen under 20 år.

## Utbildning
I Fuenlabrada finns mer än 70 skolor, inklusive ett campus för Universidad Rey Juan Carlos, som sedan år 2000 härbärgerar Facultad de Ciencias de la Comunicación och Escuela Universitaria de Turismo (Fakultet för kommunikationsvetenskap och Universitetsutbildning i turism); sedan 2005 finns Escuela Técnica Superior de Ingeniería de Telecomunicación (ETSIT) (Högre teknisk ingenjörsutbildning i telekommunikation); och sedan 2007 Instituto Superior de la Danza Alicia Alonso (Institutet Alicia Alonso för högre dansutbildning). Staden har bra utbyggd hälso- och sjukvård, med många hälsovårdscentraler. Hälso- och sjukvården har förstärkts genom byggandet av ett sjukhus, "Hospital University Fuenlabrada" (Universitetssjukhuseet i Fuenlabrada). Sjukhuset öppnades 2004 av presidenten i Madridregionen Esperanza Aguirre.